# Tunnel van Walhorn
De tunnel van Walhorn is een spoortunnel in de gemeente Lontzen. De tunnel heeft een lengte van ongeveer 1000 meter. De dubbelsporige HSL 3 gaat door de tunnel. Op dit punt verlaat de HSL3 het traject naast de E40-A3 en gaat onder de autosnelweg door om verderop aan te sluiten aan de spoorlijn 37 richting Duitsland.
De tunnel werd aangelegd volgens het cut & cover-principe om de hogesnelheidslijn maximaal te integreren in het landschap en de hoogteverschillen op de lijn beperkt te houden.
De tunnel werd genoemd naar de voormalige gemeente Walhorn.